# Ptice neletačice
Ptice neletačice (ili trkačice) su ptice koje nemaju sposobnost leta. Ovim pticama su krila tijekom evolucije zakržljala ili potpuno nestala. Jako dobro trče, kako kaže njihov drugi naziv trkačice. Neke ptice neletačice koriste krila kao peraje za plivanje. Vjeruje se da su ove ptice u većini slučajeva nastale u odsustvu brojnih prirodnih neprijatelja na otocima na kojima su boravile, pri čemu nisu imale potrebu letjeti. Neke ptice ove skupine su srodnici s pticama letačicama što pokazuje da su one nastale tijekom procesa evolucije. Ptice neletačice od neprijatelja štite kandže ne nogama i krilima. Reducirane su im ključne kosti, a lopatica im je zakržljala. Danas postoji oko 40 ugroženih vrsta ptica trkačica, a najviše ih ima na Novom Zelandu. Najmanja od njih je Atlantisia rogersi, teška samo 30 grama i duga 12 cm, dok je najveći noj, visok 2.7 m i težak oko 150 kg (postojalo je i većih vrsta, ali su izumrle).